# Toho
Toho (яп. 東宝株式会社, то:хо: кабусікі-гайся) — японська кінокомпанія і дистриб'ютор фільмів, одна з ключових компаній холдингу Hankyu Hanshin Toho Group. Головний офіс розташований в Юраку (Токіо). Toho відома за кордоном як виробник токусацу, фільмів про монстрів кайдзю (наприклад, про Ґодзіллу), дистриб'ютор робіт Акіри Куросави і аніме Studio Ghibli. Кінокомпанія Toho володіє підрозділами Toho Pictures Incorporated, Toho International, Toho E. B., Toho Music Corporation і Toho Costume. Компанія є найбільшим акціонером (7.96 %) Fuji Media Holdings.

## Історія
Toho була заснована Hankyu Railway та Ітідзо Кобаяші у 1932 році під назвою Tokyo-Takarazuka Gekijo (яп. 東京宝塚劇場株式会社, то:кьо: такарадзука гекідзьо кабусікі-гайся). Під її контролем знаходилася велика частина індустрії кабукі в Токіо і, окрім іншого, театри Tokyo Takarazuka Theater і Imperial Garden Theater в Токіо; Toho і Shochiku мали багаторічну театральну монополію в театрах Токіо. 
Після успішного показу декількох японських фільмів у США, Toho відкрила власний кінотеатр в Лос-Анджелесі, щоб демонструвати власні фільми, не продаючи дистриб'юторам. Це місце стало відоме як «Театр Toho» з кінця 1960-х до 1970-х. Toho також відкрила кінотеатр в Сан-Франциско і в Нью-Йорку в 1963 році.

## Фільми

### 2010-ті
Представлений лише частковий список фільмів за період з 2010 року:
| Фільм                          | Дата випуску | Примітки                                                           |  |
| ------------------------------ | ------------ | ------------------------------------------------------------------ |  |
| Крокодил Гена                  | 2010         |                                                                    |  |
| Позичайка Аріетті              | 2010         |                                                                    |  |
| Різнобарв'я                    | 2010         |                                                                    |  |
| 13 убивць                      | 2010         |                                                                    |  |
| Gantz                          | 2011         | Також відомий під повною назвою Gantz: Ідеальна відповідь          |  |
| Зі схилів Кокуріко             | 2011         |                                                                    |  |
| Вовченята Аме та Юкі           | 2012         |                                                                    |  |
| Здійнявся вітер                | 2013         |                                                                    |  |
| Казка про принцесу Каґую       | 2013         |                                                                    |  |
| Спогади про Марні              | 2014         |                                                                    |  |
| Ґодзілла                       | 2014         | Перший фільм про Ґодзіллу після фільму «Ґодзілла: Фінальні війни». |  |
| Дитя монстра                   | 2015         |                                                                    |  |
| Меч Дракона                    | 2015         | Спільне виробництво із Studio Ghibli.                              |  |
| Ґодзілла                       | 2016         |                                                                    |  |
| Твоє ім'я                      | 2016         |                                                                    |  |
| Конг: Острів Черепа            | 2017         |                                                                    |  |
| Ґодзілла: Планета монстрів     | 2017         |                                                                    |  |
| Ґодзілла: Місто на грані битви | 2018         |                                                                    |  |
| Ґодзілла: Пожиратель планет    | 2018         |                                                                    |  |
| Ґодзілла ІІ: Король монстрів   | 2019         |                                                                    |  |
| Ґодзілла проти Конга           | 2021         |                                                                    |  |